# Lotto 6/49
Lotto 6/49是加拿大於1982年6月12日發行第一個允許玩家自己選擇號碼的彩票遊戲。在過去的奧運會，如奧運彩票、加拿大樂透和Superloto等，其門票上使用預先印製的號碼。Lotto 6/49導致在加拿大漸漸淘汰這類彩票遊戲。其中獎號碼以Smartplay Halogen II球機開獎，並於每星期三和星期六由跨省彩票公司公佈。